# 일진그룹
일진그룹(영어: Iljin Group)은 대한민국의 전기기기전문 기업집단이다. 1968년 서울 노량진 실개천 자택 마당에 세운 '일진금속공업사'로 설립을 기반으로 하는 회사이다.

## 계열사
지주회사
- 일진홀딩스

전력인프라
- 일진전기

소재
- 일진다이아몬드
- 일진디스플레이 사파이어사업부

부품
- 일진디스플레이 터치스크린패널사업부
- 일진제강
- 일진하이솔루스
- 마그마툴
- 아이알엠

건축 · 조명
- 일진유니스코
- 일진건설
- 루미리치
- 셀리게인

의료 · 방송 · IT
- 전주방송
- 알피니언메디칼시스템
- 일진씨앤에스
- 세마오일
- 일진라이프사이언스

기타
- 아이텍인베스트먼트
- 일진파트너스
- 일진자동차
- 일진에스앤티
- 트랜스넷
- 일진디앤코
- 아이텍

공익재단
- 일진과학기술문화재단